# Concerto Grosso n.º 3 (Schnittke)
El Concerto Grosso n.º 3 es una composición de Alfred Schnittke. La obra está escrita para una dotación de dos violines, clavecín, piano y celesta. Fue compuesta y estrenada en 1985.

## Composición
El Concierto Grosso no. 3 de Schittke fue encargado por la Radio de Alemania Oriental en 1985 con motivo de la conmemoración de cinco compositores que celebraban aniversarios notables en un año que terminaba con el número 85: Heinrich Schütz, que nació en 1585; Johann Sebastian Bach, George Frideric Handel y Domenico Scarlatti, todos nacidos en 1685; y Alban Berg, que nació en 1885.
Este concierto se completó poco antes del inicio de una serie de ataques al corazón que le afectaron mucho durante el resto de su vida creativa, marcada por su Concierto para tres (1994). Este golpe se produjo exactamente tres meses después de la primera interpretación de la versión preliminar, que tuvo lugar en Moscú el 20 de abril de 1985, a cargo de Oleh Krysa y Tatiana Grindenko (a quienes está dedicada la obra), con la Orquesta de Cámara de Lituania dirigida por Saulius Sondeckis. Sin embargo, la versión final revisada del concierto fue interpretada por primera vez en Berlín Oriental el 9 de diciembre de 1985, por la Orquesta de Cámara de Dresde bajo la dirección de Manfred Scherzer.

## Estructura
Este concierto se divide en seis movimientos y tiene una duración típica de 24 minutos. Los títulos de cada movimiento se toman de las indicaciones de tempo marcadas al principio. La lista de movimientos es la siguiente:
1. Allegro
2. Risoluto
3. Pesante
4. [Sin indicación de tiempo] (después marcada como Adagio)
5. Moderato

El concierto está escrito para dos violines solistas, cuatro primeros violines, cuatro segundos violines, tres violas, dos violonchelos, un contrabajo, un clavicémbalo, una celesta, un piano y un juego de cuatro campanas de iglesia afinadas para tocar si bemol, la, do y si natural (el motivo BACH).

Este concierto es un gran ejemplo del estilo que Schnittke desarrolló a lo largo de los años, al que acuñó poliestilismo. Como señaló el mismo compositor:
[El concierto] comienza 'bellamente', neoclásico pero después de unos minutos el museo explota y nos encontramos con los fragmentos del pasado (citas) ante el presente peligroso e incierto. Se intenta no volverse trágico y escapar del eterno melodrama de la vida. ¿Acaso tuvo éxito esta vez? Incluso si no, las grandes figuras del pasado no pueden desaparecer... Sus sombras son capaces de vivir que la confusión del panteón de hoy.

### Primer movimiento
El primer movimiento consta de dos secciones opuestas: el "museo" (tonalidad) y el "presente incierto" (atonalidad). Aunque Schnittke etiquetó el comienzo del primer movimiento como neoclásico, la mayoría de los estudiosos tienden a estar de acuerdo en que tiene más referencias barrocas o neobarrocas que neoclásicas. El concierto comienza en sol menor, pero su progresión de acordes no se acerca a una cadencia y sigue alejándose de la tonalidad original en tercios: mi mayor, la mayor, fa mayor, re mayor, si bemol mayor, sol mayor, do menor y la mayor.
La segundo sección, marcada por el repentino sonido de las campanas del motivo BACH en el compás 28, anuncia la "explosión del museo". A partir de este punto, el motivo BACH sigue repitiéndose y su contenido interválico colapsa y sigue empujando todos los instrumentos a su registro más bajo.

### Segundo movimiento
Las múltiples referencias al motivo BACH conducen a un movimiento tipo chacona, donde la progresión de acordes se repite y se expande. Los dos solistas presentan diferentes hileras de monogramas, cada una de las cuales es seguida por su pareja armónica. Dado que el solista no toca las hileras simultáneamente, hay poca superposición y cacofonía. Por esta razón, el oyente tiene tiempo para identificar cada hilera como una entidad separada.

### Tercer movimiento
El tercer movimiento divide sus fuerzas musicales en tres grupos: los solistas, el clavecín y las cuerdas. El movimiento comienza de nuevo con el motivo BACH con la adición de escalas. Cada grupo presenta diferentes filas de monogramas hasta el compás 65, donde todas las filas de todos los instrumentos son tocadas simultáneamente tanto por las cuerdas como por los solistas. Esto conduce a una textura caótica en constante cambio que se desintegra progresivamente por la aparición del acorde de la tríada de re mayor, lo que desencadena un estallido atonal final y se instala en un re unísono que pone fin al movimiento en una inversión completa desde el primer movimiento. El siguiente movimiento se interpreta en attacca.

### Cuarto movimiento
Este movimiento también comienza con el motivo BACH tocado por el clavicémbalo, que está configurado para interrumpir la aparente sensación de tonalidad derivada de los últimos compases del movimiento anterior. Desde el compás 8 al compás 91, el clavicémbalo y las cuerdas tocan material cuasi-tonal, mientras que los solistas tocan material atonal. El final del movimiento está marcado por una breve cadencia interpretada por ambos solistas.

### Quinto movimiento
Los sonidos finales del cuarto movimiento sirven como un puente hacia el último movimiento, donde las filas armónicas comienzan a sonar simultáneamente y cada parte de la cuerda comienza a arpegiarse. Cada instrumento comienza a desacelerarse progresivamente y, como en el tercer movimiento, la entrada del pedal re señala el eventual colapso del material atonal.

## Grabaciones
- Alfred Schnittke: Concerto Grosso III / Sonata for Violin and Chamber Orchestra / Trio Sonata. Tale Olsson y Patrik Swedrup (violín), Stockholms Nya Kammarorkester, Lev Markiz (director). BIS, 1991[6]
- Schnittke: Concerto Grosso no. 4 (Symphony no. 5) / Concerto Grosso no. 3. Riccardo Chailly, Royal Concertgebouw Orchestra, London Records, 1992[7]
- Alfred Schnittke: Concerti Grossi 1 & 5; Quasi una sonata. Gidon Kremer, Tatiana Grindenko, Yuri Smirnov, Rainer Keuschnig, The Chamber Orchestra of Europe, Wiener Philharmoniker, Heinrich Schiff, Christoph von Dohnányi. Deutsche Grammophon, 2002[8]